# Juan Álvarez de Lorenzana
Juan Álvarez de Lorenzana y Guerrero (Oviedo, 25 agosto 1818 – Madrid, 15 luglio 1883) è stato un politico e pubblicista spagnolo liberale repubblicano che fece parte della Giunta rivoluzionaria di Madrid del 1868 e del Governo provvisorio del 1869
.

## Biografia
Juan Álvarez de Lorenzana y Guerrero nacque a Oviedo, nelle Asturie, dove studiò giurisprudenza. 
Militò dapprima nelle file dei liberali moderati e successivamente aderì all'Unione liberale.
Nel corso della sua vita fu eletto deputato e senatore in diverse località delle Asturie. I suoi articoli comparsi sulla stampa liberale e repubblicana furono determinanti per creare il clima negativo per la monarchia che sfocerà nella rivoluzione del 1868, detta la “Gloriosa”, con la cacciata della Regina Isabella II da lui apertamente accusata di collusione con la "camarilla", oggi si direbbe "lobby", del sottobosco degli affari. 
Ricoprì l'incarico di Consigliere e di Ministro nel Governo provvisorio del 1868-1869 i cui componenti sono ritratti nella foto dove Juan Álvarez de Lorenzana è il primo a destra in piedi, all'epoca aveva 51 anni.
Nel 1874 fu per breve tempo anche ambasciatore presso il Vaticano ma dovette dimettersi quando salì al trono Alfonso XII.
Si distinse più per le sue doti di pubblicista che di oratore. Dopo la sua morte, avvenuta a Madrid il 15 luglio 1883, la città di Oviedo gli dedicò una strada a cui nel 1937, in piena Guerra Civile, fu ridato il suo precedente nome. Solo nel 1969 la municipalità di Oviedo gli dedicherà nuovamente un'altra strada.